# ألان شيبارد
ألان شيبارد (بالإنجليزية: Alan Shepard)‏ ولد في 18 نوفمبر 1923 وتوفي في 21 يوليو 1998، أحد رواد الفضاء الأمريكيين الذين تصدروا نشاط الولايات المتحدة الأمريكية في غزو الفضاء. وهو أول أمريكي يصعد إلى الفضاء، وثاني إنسان بعد جاجارين الروسي يصعد إلى الفضاء. قاد شيبارد بعثة أبولو 14 إلى القمر، وهو خامس إنسان يمشي على سطح القمر.
اشتهر عنه بأنه أثناء المهمة المكوكية على سطح القمر قام برمي كرتي غولف من على سطح القمر. خدم شيبارد في منصب قائد مكتب رواد الفضاء من نوفمبر عام 1963 وحتى يوليو 1969 ميلادية. وأيضاً من يونيو 1971 وحتى أول أغسطس عام 1974 ميلادية. تمت ترقيته إلى رتبة أدميرال في يوم 25 أغسطس من عام 1971 وهو بهذا الإنجاز أصبح أول رائد فضاء يصل لهذه الرتبة.
تقاعد ألان من بحرية الولايات المتحدة الأمريكية وناسا في عام 1974 م.

## روابط خارجية
- ألان شيبارد على موقع IMDb (الإنجليزية)
- ألان شيبارد على موقع الموسوعة البريطانية (الإنجليزية)
- ألان شيبارد على موقع مونزينجر (الألمانية)
- ألان شيبارد على موقع إن إن دي بي (الإنجليزية)
- ألان شيبارد على موقع قاعدة بيانات الفيلم (الإنجليزية)